# Тетянівське газоконденсатне родовище
Тетянівське газоконденсатне родовище — належить до Причорноморсько-Кримської нафтогазоносної області Південного нафтогазоносногу регіону України.

## Опис
Розташоване в Первомайському районі Криму. Приурочене до Серебрянської депресії Каркінітсько-Північно-Кримського прогину. Структура (по покрівлі відкладів неокому — нижнього апту похована брахіантикліналь субширотного простягання, розміром 8×5 км, висота понад 150 м) виявлена сейсморозвідкою у 1969 році. Розвідка родовища тривала до 1991 року. Перші припливи газу з конденсатом одержані в 1974 з газових покладів неокому-нижнього апту в інтервалі 4431-4438 м та 3869-3872 м. Промислова газоносність пов'язана з двома горизонтами нижньої крейди. Перший газоконденсатний Поклад пластовий, склепінчастий, тектонічно екранований. Другий — літологічно обмежений. Продуктивними є пісковики та спонгіоліти. Колектор поровий та порово-тріщинний. Запаси початкові видобувні категорій А+В+С1: газу — 2119 млн. м3; конденсату — 1300 тис. т.